# Uładzisłau Kazłouski
Uładzisłau Kazłouski, biał. Уладзіслаў Казлоўскі (ur. 29 czerwca 1896 w Zalesiu koło Sokółki, zm. 18 listopada 1943 w Mińsku) – białoruski publicysta, wydawca, poeta, działacz oświatowy, społeczno-kulturalny i narodowy.

## Życiorys
W latach 1916–1919 uczył się w katolickim seminarium duchownym w Wilnie. Zaangażował się wówczas w działalność w białoruskim ruchu narodowym. Następnie przeszedł kurs nauczycielski zorganizowany przez Centralną Radę Białoruską Wileńszczyzny i Grodzieńszczyzny. Organizował białoruskie szkoły w powiecie sokólskim. Ponadto należał do kierownictwa Białoruskiej Partii Włościańskiej. Był też instruktorem w Białoruskim Komitecie Narodowym w Mińsku, prowadząc kulturalno-społeczną działalność w powiecie ihumeńskim. Na początku 1920 roku wstąpił do nowo formowanych białoruskich oddziałów wojskowych, po czym w maju został odkomenderowany do szkoły podchorążych w Warszawie. Po jej ukończeniu został instruktorem w 1 białoruskim batalionie strzeleckim. Po jego rozformowaniu od 1921 do 1930 roku służył w Wojsku Polskim. 
W 1930 roku, po zwolnieniu do rezerwy w stopniu porucznika, zamieszkał w Wilnie. Zorganizował Towarzystwo Gimnastyczne "Hajsak", publikował artykuły w piśmie towarzystwa o tej samej nazwie dotyczące kultury fizycznej białoruskiej młodzieży. Jednocześnie pełnił funkcję sekretarza Białoruskiego Komitetu Narodowego i działał w Białoruskim Instytucie Gospodarki i Kultury. W listopadzie 1933 roku wraz z Fabianem Akińczycem współzakładał Białoruską Partię Narodowo-Socjalistyczną, a do 1937 roku redagował jej organ prasowy "Nowy szlach", konfiskowany co pewien czas przez polskie władze. Publikował w nim liczne artykuły, a także pod pseudonimem "Kazłouszczyk" swoje wiersze.
W 1934 roku został sekretarzem Białoruskiego Komitetu Narodowego w Wilnie. Od jesieni 1939 roku był sekretarzem białoruskiej grupy samopomocy, działającej przy Litewskim Czerwonym Krzyżu. W czasie II wojny światowej podjął współpracę z władzami niemieckimi. Jesienią 1941 roku przyjechał do Mińska, gdzie od 1942 roku rozpoczął wydawanie "Biełaruskiej hazety". Próbował wraz z Fabianem Akińczycem reaktywować działalność Białoruskiej Partii Narodowo-Socjalistycznej, ale nie uzyskał zgody władz niemieckich. Współorganizował, a następnie wszedł w skład kierownictwa Białoruskiej Samopomocy Ludowej. 5 marca 1943 roku w jego mińskim mieszkaniu został zabity Fabian Akińczyc, wiele wskazuje jednak na to, że zamach miał być przeprowadzony na nim. Sam Kazłouski zginął 18 listopada tego roku, zastrzelony przez kilku sowieckich partyzantów w redakcji swojej gazety.